# يزدل (سفيد دشت)
یزدل (بالفارسية: یزدل) هي قرية تقع في إيران في قسم سفید دشت الريفي. يقدر عدد سكانها بـ 2,212 نسمة .